# Petr Chelčický

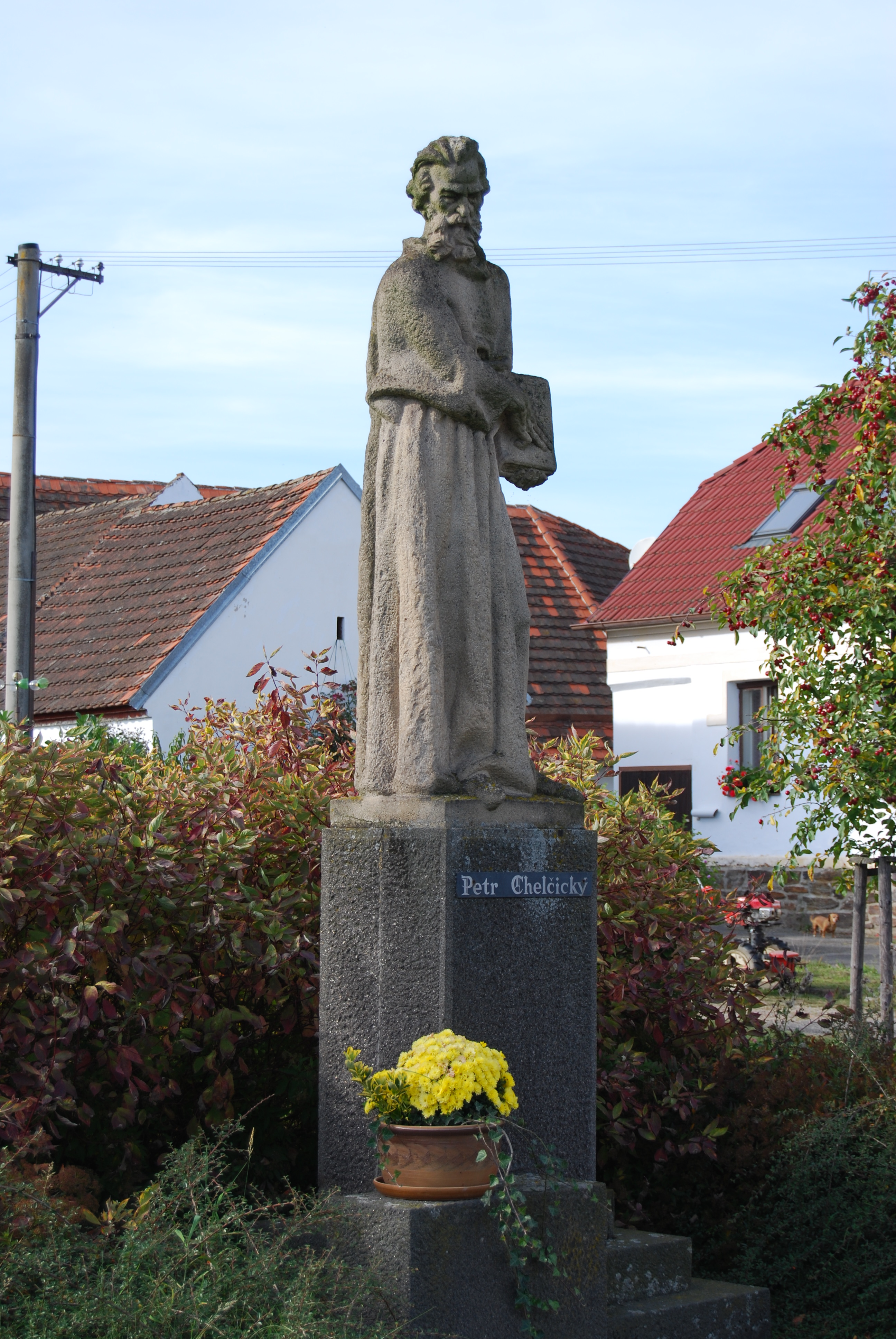
Estatua conmemorativa de Petr Chelčický, en Chelčice

Petr Chelčický (AFI: [ˈpɛtr̩ ˈxɛltʃɪtskiː], Chelčice, Bohemia, 1390 - 1460) fue un dirigente y escritor cristiano pacifista checo, fundador de la Hermandad Bohemia (Jednota bratrská o Unitas Fratrum).

## Datos biográficos
Fue un laico seguidor del reformador bohemio Jan Hus. Se interesó por los escritos de Tomáš Štítný y John Wycliffe y fue influenciado por los valdenses. Se fue en 1410 a Praga, donde se supone que conoció personalmente a Hus. Tras la ejecución de Hus, en 1420 se trasladó de nuevo en Praga, donde tuvo un debate serio con el predicador de la capilla de Belén, el teólogo utraquista Jakobellus de Mies, el cual defendía la tesis de que es legítimo defender la palabra de Dios con la espada.
Los husitas se dividieron en dos facciones, los utraquistas pragmáticos, apoyados por la nobleza, y los taboritas radicales revolucionarios, apoyados por los campesinos y artesanos. Una violenta guerra civil estalló entre ellos, a la vez que ambos se enfrentaban en guerra contra los católicos, que intentaban recuperar las propiedades de la iglesia.
Chelčický se marginó de la guerra, escribió el libro La guerra espiritual (O boji duchovním), en el cual criticaba a los taboritas por querer imponer sus objetivos mediante la fuerza, y desde 1421 se retiró a su parcela en Chelčice, se dedicó a crear comunidades cristianas y además escribió 56 tratados sobre su visión pacifista radical del cristianismo, la mayoría de los cuales solamente se conservan en los manuscritos originales.

## Concepción del cristianismo
En su principal libro, La Red de la Fe, consideraba a los emperadores y al Papa como los destructores de la auténtica Fe. Rechazaba cualquier ejercicio de poder o autoridad temporal de la Iglesia, como también su enriquecimiento. Criticó a la sociedad feudal en su obra La triple división de la sociedad (O trojím lidu). En general, propuso y buscó un retorno al cristianismo primitivo; postulaba la igualdad de todos los cristianos, llamados de la pobreza voluntaria, y rechazaba el monacato; se pronunció en contra del servicio militar; consideraba cualquier guerra como un asesinato y se negaba a jurar.
Hizo hincapié en el Nuevo Testamento como la fuente exclusiva y final para conocer la voluntad de Dios. Aceptaba dos sacramentos: el bautismo y la Cena del Señor. Alentó a la gente a leer e interpretar la Biblia por sí mismos. De hecho la hermandad que había fundado, publicó por primera vez la Biblia en checo.

### No violencia
Chelčický utilizó la parábola del trigo y la cizaña (Mateo 13:24-30) para mostrar que tanto los pecadores como los santos deben vivir juntos hasta "la cosecha", que solamente puede ser recogida por Dios. Pensaba que siempre es malo matar -incluso a los pecadores- y que los cristianos deben rechazar prestar el servicio militar o ir a la guerra. Sostuvo que si los pobres se negaban a ir a la guerra, los señores no tendrían a nadie para combatir por los intereses de ellos. Enseñaba que ningún poder material puede destruir el mal y que los cristianos deberían aceptar la persecución sin tomar represalias. El cristiano, según Chelčický, se esfuerza en convencer con el testimonio de su propia bondad y respeta la libre voluntad del otro y no debe forzar a otros a ser buenos, porque Dios exige que la bondad debe ser voluntaria y toda compulsión es el resultado del mal. Creía que la guerra era el peor de los males y que los combatientes se comportaban como asesinos. Se opuso incluso a la defensa. Creía que el ejemplo de Jesús de Nazaret es el ejemplo de paz.

### Comunidad integral
Chelcicky era simpatizante de la comunidad de bienes en el sentido cristiano primitivo. Pero rechazaba a imponer la comunidad de bienes a través de las armas o a forzar la igualdad en la sociedad por la coacción del Estado. El verdadero creyente no debe tener parte con la coerción del Estado, porque es pecaminoso y pagano. Las desigualdades sociales, como la búsqueda de la riqueza, de poder y de rango, son sostenidas por el Estado y el verdadero cristiano no debería aceptar cargos de gobierno ni invocar el poder del Estado. Los cristianos no deben participar en las luchas de poder político, sino dar ejemplo de comunidad.
Consideraba que el cristiano no debe acumular riquezas para sí, sino compartir los bienes. La igualdad debe prevalecer en la comunidad, de manera que no haya pobres ni ricos. Así, antes de ser admitido un rico a la hermandad, debía renunciar a sus propiedades privadas, al lucro personal y a sus privilegios. Las reglas de la fraternidad se hicieron obligatorias para todos los miembros, así como asistir a cualquier hermano que tuviera necesidad.
Los escritos de la hermandad siguieron el principio comunitario y ningún miembro publicaba por su cuenta, sino que la elaboración de los textos seguía un proceso colectivo, a pesar de lo cual publicaron mucho.

## Legado
Chelčický ha sido llamado "el pensador más importante del movimiento reformista husita checo del siglo XV". Fue sin duda un pensador muy influyente entre los hermanos bohemios de su época. 
Más allá de su propio siglo, su influencia puede verse en la Unidad de los Hermanos checos actual, la Hermandad de Moravia y especialmente en los anabaptistas pacifistas del siglo XVI, como Conrad Grebel, Michael Sattler y los Hermanos Suizos, Menno Simons y Jacob Hutter. La primera asociación bautista checa, fundada en 1919, fue denominada Unión de Hermanos Chelčický (actualmente Unión Bautista de la República Checa). 
La obra La Red de Fe impactó a León Tolstoi, quien se refiere a ella en el libro El reino de Dios está en vosotros.